# Mohamed Aida
Mohamed Aida (Budapest, 1976. március 12. –) hétszeres olimpikon, világbajnoki ezüstérmes, Európa-bajnok apai ágon arab származású magyar tőrvívó, Solti Antal tanítványa.

## Sportpályafutása

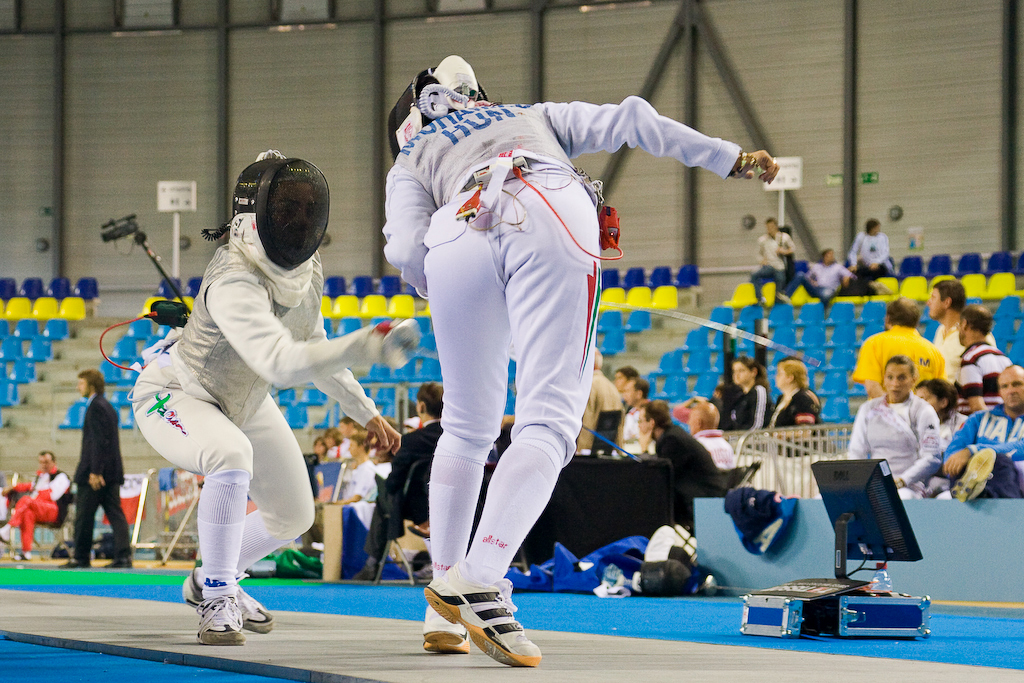
Mohamed Aida 2007-ben csapatban Európa-bajnok lett

Kilencéves korában kezdett el vívni. 1990-ben szerezte első érmét a felnőtt magyar bajnokságban. 1991-ben a kadett vb-n harmadik, a junior vb-n első lett. 1992-ben megvédte junior vb elsőségét és a kadettek között is világbajnok lett. A felnőtt és a junior Európa-bajnokságon egyaránt másodikként zárt. 1993-ban megvédte kadett vb-címét. A juniorok világbajnokságán harmadik lett. A felnőtt világbajnokságon második lett az egyéni versenyben. Csapatban negyedik helyen végzett. Az Európa-bajnokságon tizedik volt. A junior Eb-n második helyen zárt. A magyar bajnokságban ötödik lett.
1994-ben ezüstérmet szerzett egyéniben a junior vb-n. A vegyes csapatversenyben világbajnok lett. A felnőtt világbajnokságon 17., csapatban bronzérmes volt. Az Európa-bajnokságon kiesett a 16 között. A junior Eb-n kilencedik lett. Az ob-n hatodik, a csb-n első lett. 1995-ben az MTK-val megnyerte a BEK-et. A junior vb-n egyéniben és vegyes csapatban ötödik volt. A vb-n egyéniben 14., csapatban negyedik volt. Az universiaden csapatban ötödik lett. Az Európa-bajnokságon 11. volt. A junior Eb-n ezüstérmes lett. Ebben az évben nyerte első egyéni felnőtt magyar bajnoki címét.
1996-ban harmadszor lett egyéni junior világbajnok. Az olimpián csapatban negyedik, egyéniben nyolcadik lett. Az ob-n második helyezést ért el egyéniben, csapatban aranyérmes volt. Az Európa-bajnokságon hatodik lett. Az 1997-es vb-n egyéniben hetedik, csapatban hatodik helyen végzett. Az universiaden a nyolc között esett ki, csapatban első lett. Az ob-n bronzérmet szerzett.
1998-ban nyolcadik volt az Eb-n. Csapatban hatodik lett. A vb-n ötödikként zárt egyéniben és a csapatversenyben is. Az ob-n egyéni bajnok lett. 1999-ben bronzérmes volt csapatban az Európa-bajnokságon. Az universiaden második volt egyéniben. A világbajnokságon egyéniben ötödik, csapatban hatodik lett.
2000-ben ismét magyar bajnok lett. Az olimpián egyéniben hetedik, csapatban hatodik helyen végzett. 2001-ben az Európa-bajnokságon 11., csapatban ezüstérmes lett. Az universiaden a 16 között esett ki. Csapatban negyedik volt. A világbajnokságon a legjobb nyolcig jutott. A csapattal hatodik lett. Az év végén ismét magyar bajnok lett.
2002-ben a negyeddöntőig jutott az Eb egyéni versenyében. Csapatban ezüstérmet szerzett. A világbajnokságon egyéniben bronzérmes, csapatban negyedik lett. A 2003-as Európa-bajnokságon kilencedik volt egyéniben, negyedik csapatban. A világbajnokságon bronzérmes, csapatban hetedik lett.
2004-ben az olimpián egyéniben negyedik volt. Az ob-n sorozatban ötödször nyerte meg az egyéni bajnoki címet. 2005-ben egyéniben ötödik, csapatban nyolcadik volt az Európa-bajnokságon. A vb-n 33., csapatban negyedik volt.
2006-ban a vb-n csapatban nyolcadik, egyéniben harmadik volt. Az Európa-bajnokságon az egyéni versenyben 13., csapatban hetedik lett. A következő évben az Eb-n 17., csapatban aranyérmes volt. A világbajnokságon harmadik volt, csapatban negyedik lett.
2008-ban egyéniben 30., csapatban második volt az Eb-n. Az olimpián egyéniben tizedik, csapatban negyedik lett. 2009 februárjában bejelentette, hogy az MTK-ból a Törekvésbe igazol, valamint, hogy gyermeket vár, így a nemzetközi versenyszezont kihagyja. Decemberben az ob-n tért vissza egyéni bronzéremmel és csapat ezüsttel. 2010-ben az Eb-n egyéniben 18., csapatban hatodik lett. A világbajnokságon egyéniben 15., csapatban kilencedik lett. 2011-ben Az Európa-bajnokságon a hatodik helyet szerezte meg egyéniben, a negyediket csapatban. A világbajnokságon 10. volt, csapatban ötödik lett. 2012-ben az Eb-n egyéniben 16., csapatban ötödik helyezést ért el. A londoni olimpián a 32 között az amerikai Nzingha Prescod ellen nyert, majd a 2008-ban olimpiai ezüstérmes dél-koreai Nam Hjonhitól döntő tussal kikapott, és ezzel kiesett.
A 2013-as Európa-bajnokságon egyéniben a 23., csapatban (Knapek, Varga G., Varga K.) harmadik helyen végzett. 2014-ben az Újpesti TE-be igazolt. A 2015-ös Európa-bajnokságon egyéniben bronzérmes volt. A világbajnokságon egyéniben 36. helyen végzett. 2016-ban az Európa-bajnokságon egyéniben nyolcadik, csapatban negyedik lett.
A 2017-es Európa-bajnokságon egyéniben 12., csapatban negyedik volt. A 2017-es lipcsei világbajnokságon egyéniben a 32 között esett ki. A 2018-as Európa-bajnokságon csapatban (Kreiss Fanni, Lupkovics Dóra, Szalai Szonja) a negyeddöntőben 45-41-re kapott ki a magyar női tőrcsapat a németektől.
A 2019-es düsseldorfi Európa-bajnokságon egyéniben a nyolcaddöntőben esett ki. A 2020-as kazanyi világkupán a női párbajtőrcsapat Kreiss Fanni, Kondricz Kata, Lupkovics Dóra, Pásztor Flóra összeállításban szerzett olimpiai kvótát, ezt követően pedig erős visszhangot váltott ki a hazai sportági életben, hogy a Magyar Vívószövetség Lupkovics helyett Mohamed Aidát nevezte a 2021 nyarára halasztott tokiói játékokra a csapat negyedik tagjának. Mohamed ezzel a 7. olimpiájára készülhetett, ezzel pedig rekorderré vált a magyar sportolók közt. A Magyar Olimpiai Bizottság döntése értelmében Cseh Lászlóval közösen Mohamed Aida lett a magyar küldöttség zászlóvivője az ötkarikás játékok nyitóünnepségén. A tőrözők csapatversenyében a 7. helyen végzett (Kreiis, Kondricz, Pásztor).
2022-ben az Európa-bajnokságon a 32 között kiesett.

## Eredményei
Magyar bajnokság
Tőr egyéni
- aranyérmes: 1995, 1998, 2000, 2001, 2002, 2003, 2004, 2006, 2011, 2014
- ezüstérmes: 1996, 2010, 2015, 2019, 2021
- bronzérmes: 1992, 1997, 1999, 2005, 2007, 2009, 2012, 2020, 2024

Tőr csapat
- aranyérmes: 1994, 1995, 1996, 1997, 2005, 2007, 2015, 2018, 2019
- ezüstérmes: 1990, 1992, 1993, 1998, 1999, 2000, 2001, 2002, 2003, 2004, 2008, 2009, 2010, 2011, 2014, 2020
- bronzérmes: 1991

## Díjai, elismerései
- Az év magyar junior vívója (1991, 1992, 1995)
- Kiváló ifjúsági sportoló-díj (1992, 1993, 1994, 1995, 1996)
- Az év magyar ifjúsági sportolója (1992)
- Az év magyar vívója (1993, 2002, 2003, 2007, 2012)
- Az év magyar sportolónője választás, második helyezett (1993)
- Magyar Köztársasági Ezüst Érdemkereszt (2004)
- Magyar Köztársasági Arany Érdemkereszt (2008)

## Magánélete
Édesanyja magyar, édesapja arab. Kanadai férje lévén kétlaki életet él, hol Magyarországon, hol a tengerentúlon tartózkodik. Két gyermeke van: Olívia 2009-ben, Leila 2014-ben született. Külkereskedelmi és sportmenedzser végzettsége van.